# فرانکا استوپی

فرانکا استوپی در صحنه‌ای از فیلم کمدی سکسی سبک ایتالیایی محافظ شخصی (۱۹۸۲)

فرانکا استوپی (ایتالیایی: Franca Stoppi؛ زادهٔ ۱۹ ژوئیه ۱۹۴۶–۹ ژوئیه ۲۰۱۱) بازیگر اهل ایتالیا بود.
از فیلم‌هایی که وی در آن‌ها نقش داشته است، می‌توان به قتل‌عام در زندان زنان، خشونت در زندان زنان، محافظ شخصی، آن‌سوی تاریکی و تلفن سفید اشاره نمود.